# Georg Petel

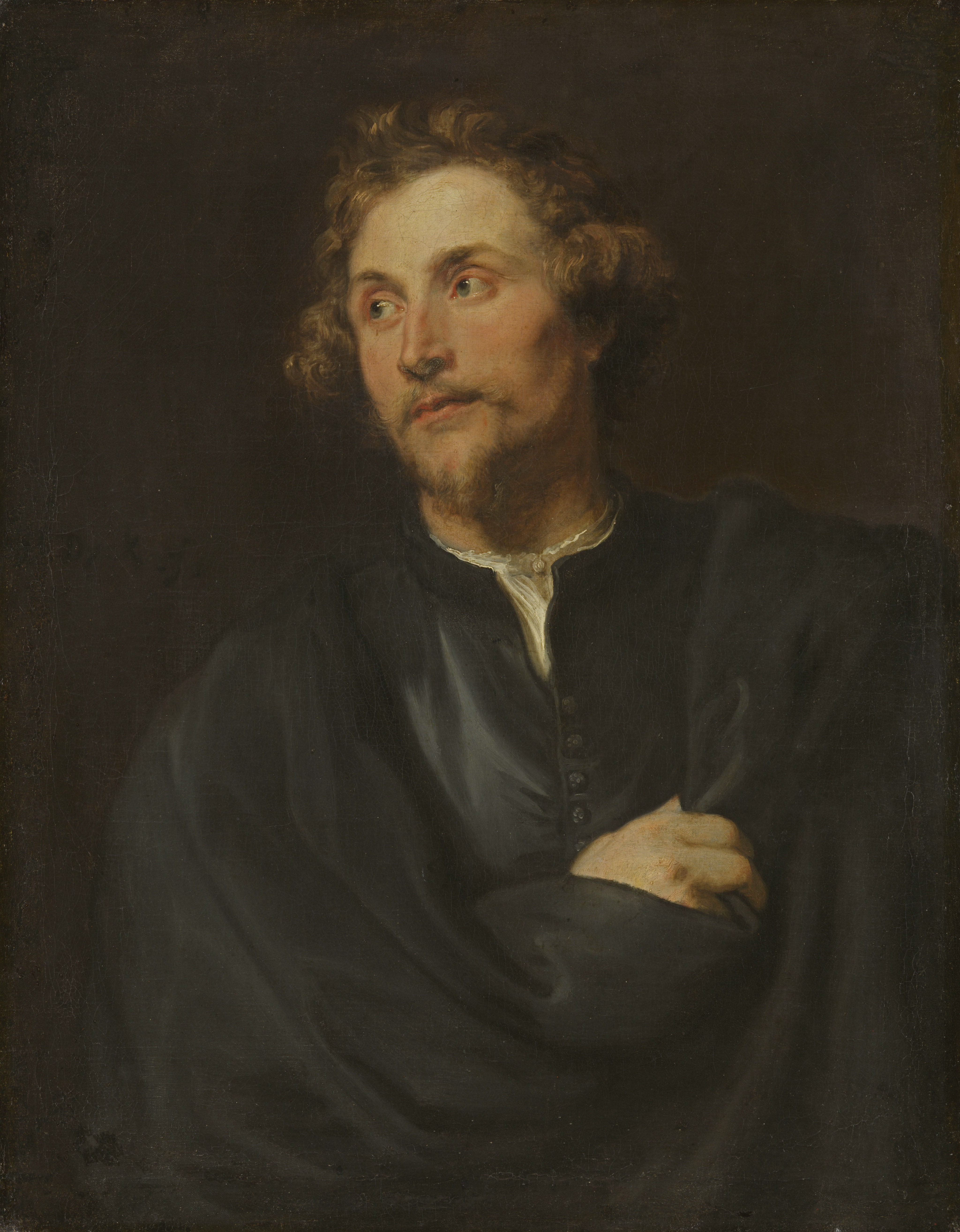
Georg Petel por Anton Van Dyck

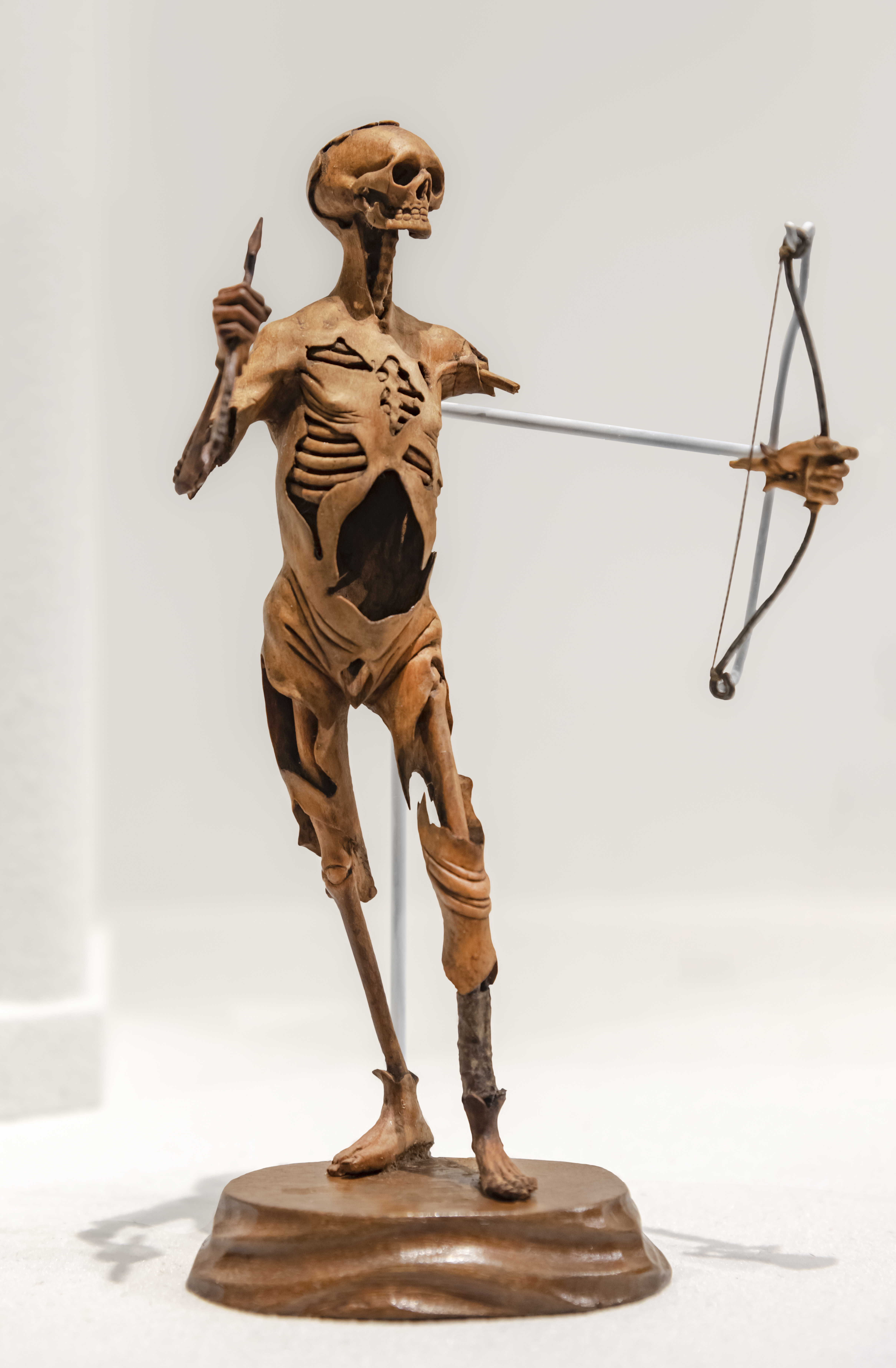
El arquero muerto Museo de las Artes Decorativas de París

Georg Petel (1602 Weilheim in Oberbayern, 1635, Augsburgo) fue un escultor alemán de inicios del periodo barroco que destacó en la talla del marfil.
Inició su aprendizaje en el taller de Bartholomäus Steinle y la talla de marfil con Christoph Angermair en Múnich. Al comenzar la Guerra de los treinta años abandonó Alemania e inició un recorrido que le llevó a trabajar en distintas ciudades europeas. En Amberes conoció a Peter Paul Rubens el cual influiría en su estilo. Posteriormente reside en Roma, Génova y Liborno, adquiriendo fama por sus trabajos en marfil.
En 1625 vuelve a su tierra estableciéndose en Augsburgo donde residirá hasta su temprana muerte, probablemente víctima de la peste.
Su estilo está influido tanto por la escultura barroca contemporánea sobre todo italiana, como por la pintura flamenca de la época, y la propia tradición de Babiera.